# Hermodactylus
Hermodactylus é um género botânico pertencente à família Iridaceae.